# Andrea Robinson
Pour les articles homonymes, voir Robinson et Andrea.
À ne pas confondre avec la sommelière américaine Andrea Robinson (en).
Andrea Robinson, de son nom complet Andrea Lynn Robinson, est une actrice et chanteuse américaine de pop, active depuis 1978.

## Biographie
En 2017, la distribution féminine de Sister Act, dont Andrea Robinson, se réunit sur les plateaux du talk-show américain The View pour chanter à nouveau I Will Follow Him, dans la version du film de 1992. Alors que plusieurs personnes croyaient que Wendy Makkena chantait bel et bien dans son rôle de sœur Mary Robert, elle avoue qu'elle n'a pas vraiment chanté et que c'était la voix de Robinson.

## Filmographie / Discographie
Sauf indication contraire, les informations mentionnées dans cette section peuvent être confirmées par la base de données cinématographiques IMDb,  présente dans la section « Liens externes ».
- American Hot Wax (1978) : Femmes dans l'arrière-scène
- Yogi's First Christmas (en) (1980) : Chanteuse (doublage)
- The Parent Trap II (en) (1986) : Chanteuse Nothin' At All
- Falcon Crest (1987) : Chanteuse (pendant 2 épisodes)
- Crazy Moon (en) (1987) : Adolescente avec problèmes d'ouïe
- Riding Bean (1989) : Interprète de la chanson Bad Girl
- Sister Act (1992) : Sœur Mary Robert (voix en chantant)
- Sister Act, acte 2 (1993) : Sœur Mary Robert (voix en chantant)
- Le Voleur et le Cordonnier (1993) : Suis J'aime Sensation? Chanteurs bruit
- Youbi, le petit pingouin (1995) : Interprète de Now and Forever
- Disney Sing-Along Songs : Colors of The Wind (en) (1995) : Interprète de Can You Feel The Love Tonight avec Arnold McCuller (non-créditée)
- MGM Sing-Alongs: Searching for Your Dreams (1997) : Interprète de Now and Forever
- La Belle et la Bête 2 (1997) : Chœur (non-créditée)
- Star Trek: Deep Space Nine (1999) : Blonde (saison 7, épisode 15)
- Les Aventures de Tigrou (2000) : Interprète de Your Heart Will Lead You Home
- Le Secret de la Petite Sirène (2008) : Interprète d'Athena's Song